# 雷波铁线莲
雷波铁线莲（学名：Clematis pogonandra var. alata）为毛茛科铁线莲属下的一个变种。

## 扩展阅读
- 維基物種上的相關：雷波铁线莲